# Comment épouser un millionnaire
Pour plus de détails, voir Fiche technique et Distribution.
Comment épouser un millionnaire (How to Marry a Millionaire) est une comédie romantique américaine de Jean Negulesco sortie en 1953.

## Synopsis
Schatze (Charlotte, en VF) Page, une belle jeune femme, loue un très bel appartement à New York, qu'elle va partager avec deux amies, Pola Debevoise et Loco (Toctoc en VF) Dempsey. Les trois ravissantes jeunes femmes sont mannequins. Si Schatze a la tête sur les épaules, ses deux amies sont plutôt fleur bleue et étourdies. Le propriétaire de l'appartement, monsieur Denmark, a des problèmes avec le fisc et a disparu de la circulation. Ce logement est un instrument dans leur stratégie à objectif unique, trouver un mari riche, voire très riche : Nothing under six figures a year (Rien en dessous d'un million par an) est leur mot d'ordre. Elles n'ont pas sou qui vaille et vendent même le mobilier de l'appartement pour vivre !
Le premier homme qu'elles rencontrent, Tom Brookman, est pompiste, ce qui n'entre pas tout à fait dans leurs plans (on apprend toutefois rapidement qu'il est un homme d'affaires richissime mais elles ne le sauront que bien plus tard). Il sera à plusieurs reprises rembarré au téléphone par Schatze.
Trois mois plus tard, grâce à Loco, elles sont enfin invitées à une soirée prometteuse en millionnaires divers : Schatze rencontre un texan riche et veuf, J.D. Hanley ; Pola un beau borgne à l'apparence d'aventurier fortuné, J. Stewart Merrill ; et Loco un homme d'affaires qui se présente lui-même comme étant « l'homme le plus marié des États-Unis », Waldo Brewster.
Tom Brookman, qui a des vues sur Schatze, demande que la maison de mode où travaillent les trois amies organise pour lui un défilé. Cela ne l'aide pas pour la conquérir.
Loco part incognito en week-end dans le Maine avec son riche et marié Waldo ; elle y rencontrera Eben qu'elle croira un moment être un aisé propriétaire terrien. J.D. révèle son béguin à Schatze mais y renonce en raison de leur trop grande différence d'âge. Pola, alors qu'elle devait rejoindre son aventurier, se trompe d'avion et rencontre Freddie Denmark qui lui révèle combien elle est belle avec ses lunettes. Une liaison débute tout de même entre Schatze et son Tom qu'elle croit toujours pompiste.
Finalement, un mariage est organisé entre Schatze et J.D. qui a changé d'avis. On apprend à cette occasion que Pola s'est mariée avec Freddie et Loco avec Eben. Schatze change aussi d'avis et épouse Tom malgré tout et surtout malgré sa modestie financière.
Une dernière scène dans un fast-food se termine par terre pour les trois amies : Tom révèle à tout le monde combien il est riche. D'ailleurs, il offre les hamburgers avec un billet de 1000 dollars : Keep the change dit-il (Gardez la monnaie).

## Fiche technique
- Titre : Comment épouser un millionnaire
- Titre original : How to Marry a Millionaire
- Réalisation : Jean Negulesco
- Scénario : Nunnally Johnson, d'après les pièces de théâtre The Greeks had a word for It de Zoe Akins (créée le 25 septembre 1930 au  Sam H. Harris Theatre, à Broadway), et Loco de Dale Eunson (1904-2002) et son épouse Katherine Albert (créée le 16 octobre 1946 au  Biltmore Theatre, à Broadway)
- Photographie : Joe MacDonald
- Musique : Cyril Mockridge, Alfred Newman
- Son : Alfred Bruzlin, Roger Heman
- Montage : Louis Loeffler
- Costumes : Travilla et Charles Le Maire
- Production : Nunnally Johnson  pour la 20th Century Fox
- Pays : États-Unis
- Genre : Comédie romantique
- Langue : anglais
- Durée : 92 minutes
- Format : Couleurs (Technicolor) ; CinémaScope Ratio 2,55:1 - Son stéréo (4 pistes magnétiques)
- Date de la sortie américaine : 5 novembre 1953
- Dates de sortie :
  - États-Unis : 4 novembre 1953 (Los Angeles)
  - États-Unis : 5 novembre 1953 (sortie nationale)
  - France : 30 avril 1954
- Affiche : Boris Grinsson (France)

## Distribution

Marilyn Monroe, Betty Grable et Lauren Bacall.

- Lauren Bacall (VF : Françoise Gaudray) : Schatze Page (Charlotte Page en VF)
- Marilyn Monroe (VF : Mony Dalmès) : Pola Debevoise
- Betty Grable (VF : Lita Recio) : Loco Dempsey (Toctoc Dempsey en VF)
- William Powell (VF : Abel Jacquin) : J.D. Hanley
- Cameron Mitchell (VF : Michel André) : Tom Brookman
- David Wayne (VF : Pierre Leproux) : Freddie Denmark
- Rory Calhoun (VF : Lucien Bryonne) : Eben (Herbert en VF)
- Fred Clark (VF : Claude Péran) : Waldo Brewster
- Alex D'Arcy (VF : Jacques Erwin) : J. Stewart Merrill
- Maurice Marsac (VF : Gérard Ferrat) : Antoine

Acteurs non crédités
- Hope Landin : Mme Salem
- Dayton Lummis (VF : Richard Francoeur) : le juge de paix
- Tudor Owen : M. Otis

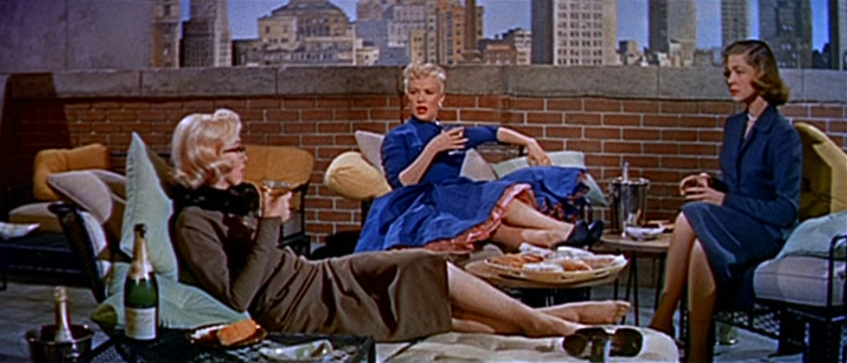
Marilyn Monroe, Betty Grable et Lauren Bacall
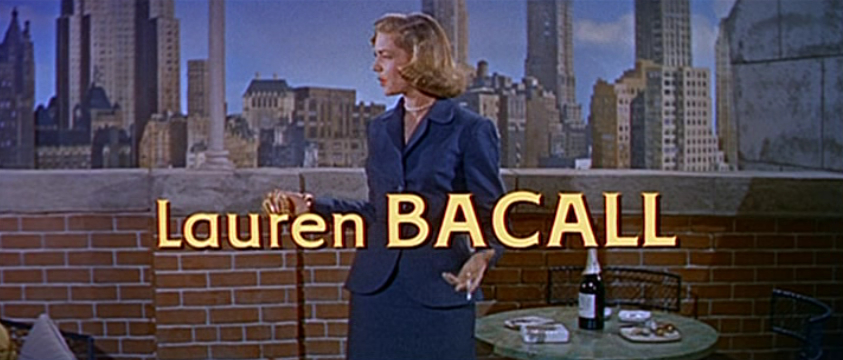
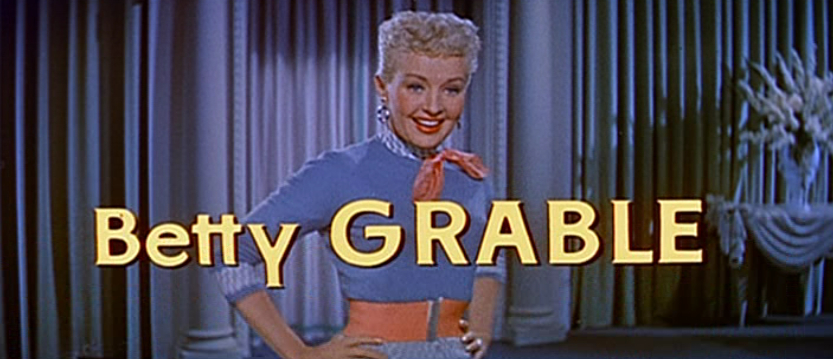
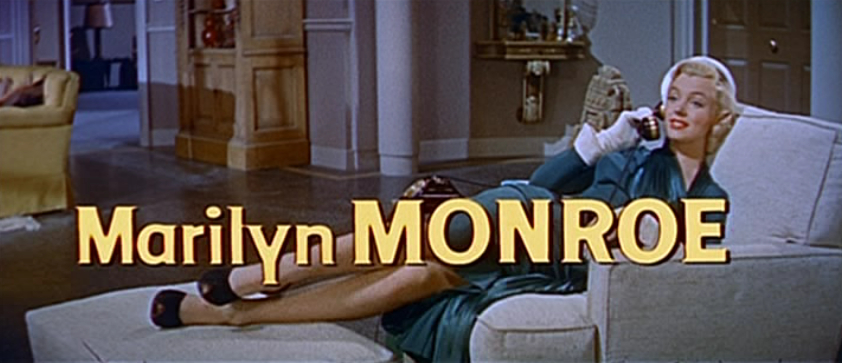
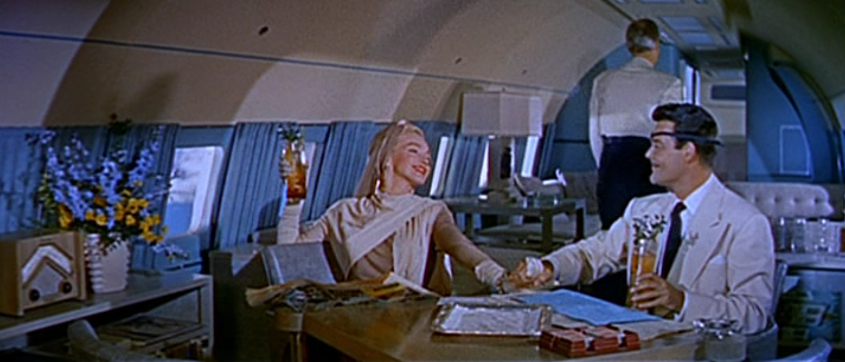
Marilyn Monroe et Alexander D'Arcy

## Autour du film

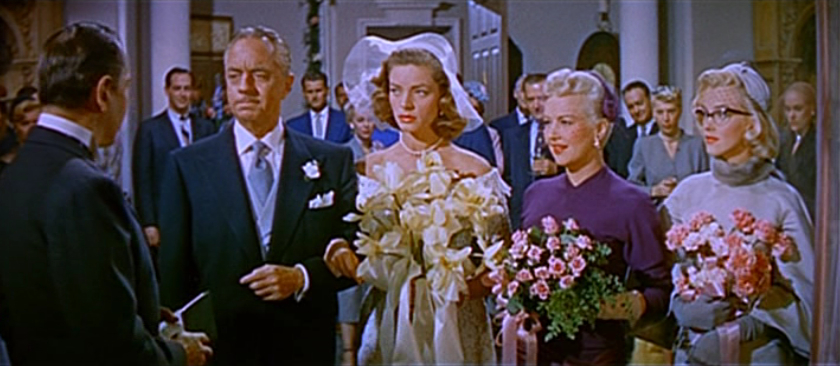
William Powell, Lauren Bacall, Betty Grable et Marilyn Monroe

### Le procédé CinemaScope
Comment épouser un millionnaire est le premier film réalisé en CinemaScope, mais le deuxième distribué, après La Tunique  (16 septembre 1953) également produit par la Fox, avec Richard Burton et Jean Simmons. Le but de ce nouveau procédé était de contrer la télévision dont la popularité augmentait aux États-Unis.
Le slogan du film était The modern miracle - You see without special glasses (Le miracle moderne - Vous n'avez pas besoin de lunettes spéciales), allusion aux films en relief (3D) très en vogue à l'époque.
La première scène du film, qui dure près de 5 minutes, n'a aucun lien avec l'histoire : elle se contente de montrer et faire écouter en Stéréophonic Sound 4 pistes un orchestre symphonique dans toute sa largeur, une belle démonstration de l'écran ultra large. Le film débute donc après sept minutes de musique et de générique. D'autres scènes jouent le même rôle : quelques vues de New York, l'appartement des trois amies qui semble immense, un panoramique des forêts du Maine, un atterrissage vu depuis le cockpit. On remarquera aussi l'absence de plans rapprochés, justifiée parce que le Cinémascope a un effet déformateur dans ce genre de proximité.
Cameron Mitchell, qui joue le rôle de Tom, le millionnaire pris pour un pompiste, interprète la voix de Jésus dans La Tunique (1953). Il n'est pas mentionné au générique de ce film, mais aura ainsi participé aux deux premiers films en CinemaScope.

### Nominations
Le film a été nommé pour plusieurs récompenses mais n'a gagné aucune de celles-ci : 
- Oscars 1954 : meilleurs costumes de film en couleurs, Charles Le Maire ;
- Writers Guild of America (association des scénaristes américains) 1954 : meilleur scénario de comédie, Nunnally Johnson
- prix BAFTA (British Academy of Film and Television Arts Awards, prix de l'académie britannique des arts du cinéma et de la télévision) 1955 : meilleur film.

## Les actrices vedettes

### Lauren Bacall
Lauren Bacall, qui a 28 ans pendant le tournage, est déjà une star après Le Port de l'angoisse (1944), Le Grand Sommeil (1946) et Key Largo (1948), tous joués aux côtés de son époux Humphrey Bogart.
D'ailleurs, lorsque le personnage de Schatze dans Comment épouser un millionnaire confirme à J.D. combien elle préfère les hommes dans la force de l'âge, elle dit un « Look at that ol'fella, what's his name? In The African Queen. Crazy about him! » (« Par exemple ce vieux type, comment il s'appelle?  Celui qui joue dans L'Odyssée de l'African Queen. J'suis folle de lui ! »)

### Betty Grable

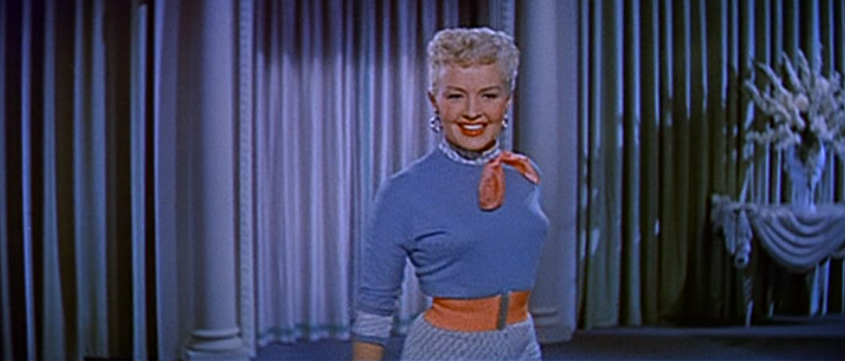
Betty Grable

Betty Grable, 36 ans pendant le tournage de Comment épouser un millionnaire, a été pendant la Seconde Guerre mondiale une des stars les plus populaires des comédies musicales, notamment auprès des GIs. Sa carrière est allée décroissant dès le début des années 1950, ce que l'on ressent dans ce film où elle n'a pas le rôle le plus intéressant des trois.
Dans le chalet du Maine, elle dit reconnaître le musicien Harry James à la radio, mais elle se trompe. Harry James était son mari à l'époque.

### Marilyn Monroe

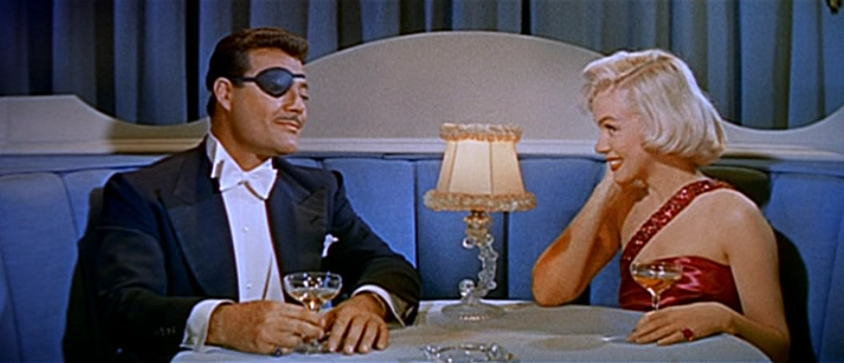
Alexander D'Arcy et Marilyn Monroe

Il s'agit du 21e film de Marilyn Monroe qui a 26 ans et, devenue une star après Niagara, fait part égale avec Betty Grable et Lauren Bacall puisqu'elle se situe à la 2e place du générique. Dans la bande-annonce américaine, elle est même citée en premier, ainsi que sur l'affiche, et il semble que cela soit dû au fait que Betty Grable avait eu des mots avec la Fox. 
Elle joue le rôle d'un mannequin plus myope qu'une taupe et grande coquette car elle n'aime pas porter ses lunettes. Évidemment, ses scènes et séquences sont importantes.